# Grums község
Grums község (svédül: Grums kommun) Svédország 290 községének egyike. 
A mai község 1971-ben jött létre.

## Települései
A községben 7 település található:
| Település     | Népesség | Megjegyzés         |
| ------------- | -------- | ------------------ |
| Grums         |          | a község székhelye |
| Norra Borgvik |          |                    |
| Slottsbron    |          |                    |
| Segmon        |          |                    |
| Borgvik       |          |                    |
| Liljedal      |          |                    |
| Värmskog      |          |                    |

### Külső hivatkozások
- Hivatalos honlap